# Odyseja (film 1987)
Odyseja (ang. The Odyssey) – australijski film animowany z 1987 roku wyprodukowany przez Burbank Films Australia. Animowana adaptacja poematu Homera o tej samej nazwie. Odyseusz po zakończeniu wojny o Troję wyrusza w długą wędrówkę do swojej ojczyzny Itaki. W trakcie wędrówki przeżyje wiele niesamowitych przygód.

## Wersja polska

### Wersja VHS
Wersja wydana na VHS
- Dystrybucja: Starcut Film[3][4]

### Wersja DVD
Wersja wydana w serii Najpiękniejsze baśnie i legendy na DVD z angielskim dubbingiem i polskim lektorem.
- Dystrybucja: Vision